# Colydiopeltis loebli
Colydiopeltis loebli is een keversoort uit de familie schorsknaagkevers (Trogossitidae). De wetenschappelijke naam van de soort werd in 1992 gepubliceerd door Stanislaw Adam Ślipiński.